# Ratomir Dujković
Ratomir Dujković (Borovo, 1946. február 24. –) jugoszláv válogatott labdarúgó, edző.

## Sikerei, díjai
- Red Star 
  - Jugoszláv bajnok: 1967–68, 1968–69, 1969–70, 1972–73
  - Jugoszláv kupa: 1967–68, 1969–70, 1970–71
- Real Oviedo
  - Spanyol bajnok: 1975-76